# Scottish Football League Premier Division
De Scottish Football League Premier Division was de hoogste voetbaldivisie in Schotland. De oprichting dateert van het seizoen 1975/76. In 1998 is de Scottish Premier Division opgeheven en is de Scottish Premier League opgericht. 
In totaal zijn er 20 clubs uitgekomen in de SPD, alleen de Old Firm clubs, Celtic FC en Rangers FC, en Aberdeen FC hebben alle 23 seizoenen deelgenomen. In deze 23 seizoenen zijn er in totaal 4 verschillende clubs kampioen geworden Rangers FC (12x), Celtic FC (7x),  Aberdeen FC (3x) en Dundee United FC (1x).

## Opzet
Vanaf het seizoen 1994/95 t/m 1996/96 degradeerde de nummer laatst uit de Premier Division automatisch naar de First Division en werd deze vervangen door de kampioen uit de First Division. De nummer een-na laatst speelde in een playoff tegen de nummer 2 uit de First Division om een plek in de Premier Division, deze playoff bestond uit een thuis en uitwedstrijd. 
Voor de start van het seizoen 1998/99 de clubs uit de Premier Division wouden in plaats van een Premier Division dat er een Premier League zou komen in Schotland net als dat er in Engeland de FA Premier League werd gevormd vanaf 1992. 
In de seizoenen 1986-87, 1987-88, 1991-92, 1992-1993 en 1993-94 deden er 12 teams mee in plaats van 10 teams. 

## Kampioenen
| jaar    | club             |
| ------- | ---------------- |
| 1975/76 | Rangers FC       |
| 1976/77 | Celtic FC        |
| 1977/78 | Rangers FC       |
| 1978/79 | Celtic FC        |
| 1979/80 | Aberdeen FC      |
| 1980/81 | Celtic FC        |
| 1981/82 | Celtic FC        |
| 1982/83 | Dundee United FC |
| 1983/84 | Aberdeen FC      |
| 1984/85 | Aberdeen FC      |
| 1985/86 | Celtic FC        |
| 1986/87 | Rangers FC       |
| 1987/88 | Celtic FC        |
| 1988/89 | Rangers FC       |
| 1989/90 | Rangers FC       |
| 1990/91 | Rangers FC       |

| jaar    | club       |
| ------- | ---------- |
| 1991/92 | Rangers FC |
| 1992/93 | Rangers FC |
| 1993/94 | Rangers FC |
| 1994/95 | Rangers FC |
| 1995/96 | Rangers FC |
| 1996/97 | Rangers FC |
| 1997/98 | Celtic FC  |

### Aantal titels 1975-1998
| Club             | Titels |
| ---------------- | ------ |
| Rangers FC       | 12     |
| Celtic FC        | 7      |
| Aberdeen FC      | 3      |
| Dundee United FC | 1      |

## Aantal Seizoenen eerste klasse (1975-1998)
| Club                   | /23 | Seizoenen                                  |
| ---------------------- | --- | ------------------------------------------ |
| Aberdeen FC            | 23  | 1975-1998                                  |
| Celtic Glasgow         | 23  | 1975-1998                                  |
| Glasgow Rangers        | 23  | 1975-1998                                  |
| Dundee United          | 22  | 1975-1995, 1996-1998                       |
| Hibernian FC           | 22  | 1975-1980, 1981-1998                       |
| Motherwell FC          | 19  | 1975-1979, 1982-1984, 1985-1998            |
| Heart of Midlothian FC | 19  | 1975-1977, 1978-1979, 1980-1981, 1983-1998 |
| St. Mirren FC          | 15  | 1977-1992                                  |
| Dundee FC              | 13  | 1975-1976, 1979-80, 1981-1990, 1992-1994   |
| Partick Thistle FC     | 10  | 1976-1981, 1992-1996                       |
| Kilmarnock FC          | 9   | 1976-1977, 1979-1981, 1982-1983, 1993-1998 |
| St. Johnstone FC       | 7   | 1975-1976, 1983-1984, 1990-1994, 1997-1998 |
| Morton FC              | 7   | 1978-1983, 1984-1985, 1987-1988            |
| Falkirk FC             | 6   | 1986-1988, 1991-1993, 1994-1996            |
| Dunfermline Athletic   | 5   | 1989-1992, 1996-1998                       |
| Ayr United             | 3   | 1975-1978                                  |
| Clydebank II           | 3   | 1977-1978, 1985-1987                       |
| Raith Rovers           | 3   | 1993-1994, 1995-1997                       |
| Hamilton Academical    | 3   | 1986-1989                                  |
| Dumbarton FC           | 1   | 1984-1985                                  |

Football League: 1890/91 · 1891/92 · 1892/93

First Division: 1893/94 · 1894/95 · 1895/96 · 1896/97 · 1897/98 · 1898/99 · 1899/00 · 1900/01 · 1901/02 · 1902/03 · 1903/04 · 1904/05 · 1905/06 · 1906/07 · 1907/08 · 1908/09 · 1909/10 · 1910/11 · 1911/12 · 1912/13 · 1913/14 · 1914/15 · 1915/16 · 1916/17 · 1917/18 · 1918/19 · 1919/20 · 1920/21 · 1921/22 · 1922/23 · 1923/24 · 1924/25 · 1925/26 · 1926/27 · 1927/28 · 1928/29 · 1929/30 · 1930/31 · 1931/32 · 1932/33 · 1933/34 · 1934/35 · 1935/36 · 1936/37 · 1937/38 · 1938/39 · 1939/40 · 1940/41 · 1941/42 · 1942/43 · 1943/44 · 1944/45 · 1945/46 · 1946/47 · 1947/48 · 1948/49 · 1949/50 · 1950/51 · 1951/52 · 1952/53 · 1953/54 · 1954/55 · 1955/56 · 1956/57 · 1957/58 · 1958/59 · 1959/60 · 1960/61 · 1961/62 · 1962/63 · 1963/64 · 1964/65 · 1965/66 · 1966/67 · 1967/68 · 1968/69 · 1969/70 · 1970/71 · 1971/72 · 1972/731973/74 · 1974/75

Premier Division: 1975/76 · 1976/77 · 1977/78 · 1978/79 · 1979/80 · 1980/81 · 1981/82 · 1982/83 · 1983/84 · 1984/85 · 1985/86 · 1986/87 · 1987/88 · 1988/89 · 1989/90 · 1990/91 · 1991/92 · 1992/93 · 1993/94 · 1994/95 · 1995/96 · 1996/97 · 1997/98

Premier League: 1998/99 · 1999/00 · 2000/01 · 2001/02 · 2002/03 · 2003/04 · 2004/05 · 2005/06 · 2006/07 · 2007/08 · 2008/09 · 2009/10 · 2010/11 · 2011/12 · 2012/13

Premiership: 2013/14 · 2014/15 · 2015/16 · 2016/17 · 2017/18 · 2018/19 · 2019/20 · 2020/21